# 李業闕

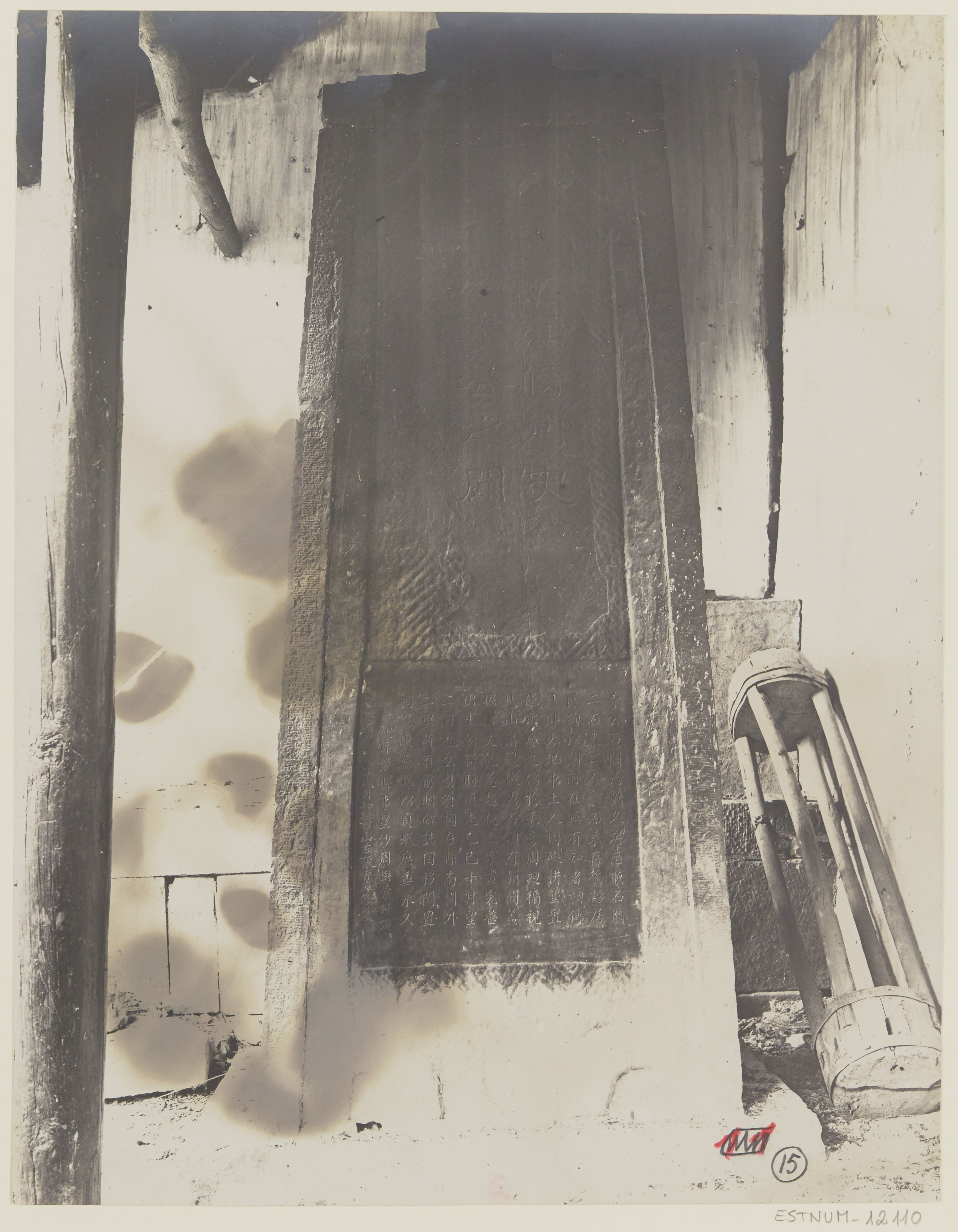
法国学者谢阁兰摄于1914年

李业阙，位于四川省绵阳市梓潼县南的长卿山麓，据阙上铭文推知其为汉朝侍御史李业的墓阙，同时为现存最早的汉阙。该墓阙最早记述于南宋，后被移动至李节士祠内保护，中华人民共和国成立后加修保护亭。该阙现仅存基石和阙身部分。2006年，李业阙被列为全国重点文物保护单位。

## 历史
李业阙位于四川省绵阳市梓潼县南的长卿山麓。关于此阙的最早记载为南宋时期，根据阙上铭文推断其属于汉代侍御史李业，原为两阙，被赤眉军所砸毁。根据《后汉书》记载，李业为西汉东汉之交时人，故该阙被推断为修建于东汉初年，是为全国现存汉阙中建造时间最早的阙。明朝嘉靖年间，当地官员在李业阙外为李业修建了李业祠。此后祠荒废，仅余该阙。清代道光二十五年（1845年）。该阙被当时的梓潼县知县周树棠移动到了明代所建的李节士祠内加以保护。:30
中华人民共和国成立后，李业阙上方得以修建一座保护亭。1956年，李业阙被列为四川省第一批历史及革命文物保护单位:290，1980年被再次公布为四川省文物保护单位:80。2006年，李业阙被列为全国重点文物保护单位。2008年的汶川大地震发生后，绵阳市考古人员对李业阙进行了检查，发现其并未在地震中受损。

## 结构
李业阙现仅存一阙，该阙仅余基石和阙身部分。其中基石高25厘米，长1.57米，宽0.8米。基石上方为阙身，高2.45米，底长0.97米，宽0.69米；顶长0.68米，宽0.49米。整个阙身仅南面有刻饰，其余三面全部为素面。阙身正南面两侧刻出1厘米高的边线，边线的两端于阙身的上下两端相交。阙身正面刻有两行隶书，每行四个字，为“汉侍御史”“李公之阙”，底部为周树棠于道光二十五年（1845年）所刻的《移阙记》。:30